# Шепилов, Василий Тимофеевич
Василий Тимофеевич Шепилов (1907 — ?) — советский партийный и хозяйственный деятель, 1-й секретарь Ворошиловградского городского комитета КП(б)У, заместитель председателя Луганского облисполкома. Член Центральной Ревизионной Комиссии КП(б)У в январе 1949 — марте 1954

## Биография
Член ВКП(б) с 1929 года.
Находился на ответственной партийной работе.
С 1943 года — заместитель секретаря Ворошиловградского областного комитета КП(б)У по транспорту. В 1946—1948 годах уполномоченный Министерства заготовок СССР по Ворошиловградской области
К январю 1950 году — 2-й секретарь Ворошиловградского городского комитета КП(б)У.
В январе 1950 — ноябре 1953 года — 1-й секретарь Ворошиловградского городского комитета КП(б)У.
В 1953—1963 годах — заместитель председателя исполнительного комитета Ворошиловградского (Луганского) областного совета депутатов трудящихся.
Потом — управляющий Ворошиловградского областного топливного треста.

## Награды
- орден Трудового Красного Знамени (23.01.1948)
- ордена
- медаль «За победу над Германией в Великой Отечественной войне 1941—1945 гг.» (9.10.1945)
- медали